# Малайские языки
Малайские языки (Malay, Malayan) (или индонезийские) — группа близкородственных языков, на которых говорят в Брунее, Индонезии, Малайзии, Сингапуре и Южном Таиланде. Они традиционно классифицируются как малайские, пара-малайские, аборигенские малайские, но это больше отражает географию и этническое происхождение, чем собственно присущая лингвистическая классификация.
Малайская группа:
- Пара-малайские языки: минангкабау, центральный малайский, пекалский, муси, негери-сембилский, дуано.
- Аборигенские малайские языки: джакунский, оранг-канакский, оранг-селетарский, темуанский.
- Другие языки малайского архипелага: баканский, бангка, банджарский, берау, брунейский малайский, букитский, джамби-малайский, каурский, кедахский малайский, керинчи, кота-бангун-кутайский малайский, кубу, индонезийский, колский, лубу, макассарский, малайский, паттани, сабахский, секакский, стандартный малайский, тенггаронг-кутайский, хаджи.